# Пресли Харт
Пресли Харт (на английски: Presley Hart) е американска порнографска актриса, родена на 1 декември 1988 г. в град Норко, Калифорния, САЩ.
Посещава колеж и учи архитектура и инженерна наука, но не успява да завърши.
Започва кариерата си в порноиндустрията през 2011 г. Първата ѝ сцена е от поредицата „Cum Fiesta“ на компанията „Reality Kings“.
Избрана е за любимка на месец март 2013 г. на списание Пентхаус.

## Награди и номинации
Носителка на награди
- 2014: AVN награда за невъзпята звезда на годината.[5]

Номинации
- 2013: Номинация за AVN награда за най-добра актриса – „Дневникът на любовта“.[6][7]
- 2013: Номинация за XBIZ награда за най-добра нова звезда.[8]